# Карусель (телесеріал, 1989)
«Карусель» (ісп. Carrusel) — мексиканська дитяча теленовела виробництва компанії Televisa. Прем'єрний показ відбувся на каналі Las Estrellas 16 січня 1989 — 1 червня 1990 років. Римейк аргентинської теленовели «Сеньйорита вчителька» (1983—1985).

## Сюжет
Серіал оповідає історії з життя учнів другого класу мексиканскої початкової школи Мундіаль, їхніх батьків та вчителів, торкаючись при цьому безлічі тем — від дружби і довіри до соціальної нерівності та расизму. У перший день навчального року діти дізнаються, що їхнім новим класним керівником призначено молоду і гарну вчительку Хімену Фернандес...

## У ролях
Діти:
- Хосеф Бірч — Давид Равінович
- Габріель Кастаньйон — Маріо Аяла
- Ільда Чавес — Лаура Кіньйонес
- Мануэль Фернандес - Адриан Гарсия
- Джина Гарсія — Марселіна Герра
- Флор Едварда Гуррола — Кармен Каррільйо
- Сільвія Гусман — Алісія Гусман
- Хорхе Гранільйо — Хайме Палільйо
- Крістель Клітбо — Валерія Феррер
- Рамон Вальдес Уртіс — Абелардо Крус
- Маурісіо Армандо — Пабло Герра
- Карін Нісембаум — Бібі Сміт
- Людвіка Палета — Марія Хоакіна Вільясеньйор
- Абрахам Понс — Даніель Сапата
- Йосікі Такігуті — Кокімото Місіма
- Педро Хав'єр Віверо — Сіріло Рівера
- Рафаель Омар — Хорхе дель Сальто
- Еріка Гарса — Клементина Суарес
- Хохан Сієрра — Педро Симшикіс

Дорослі:
- Габриела Ріверо — вчителька Хімена Фернандес
- Августо Бенедіко — дон Фермін #1
- Армандо Кальво — дон Фермін #2
- Одісео Бічир — Федеріко Каррільйо
- Ребека Манрікес — Інес де Каррільйо
- Мікель Більбао — професор Хуан Депортес
- Джонні Лаборіель — Хосе Рівера
- Вероніка Кон — Белен де Рівера
- Артуро Гарсія Теноріо — Рамон Палільйо
- Адріана Лаффан — Луїса де Палільйо
- Альваро Сервіньйо — доктор Мігель Вільясеньйор
- Карен Сентіес — Клара де Вільясеньйор #1
- Кенія Гаскон — Клара де Вільясеньйор #2
- Давид Остроскі — Ісаак Равінович
- Херардо Пас — Самюель Муньйос
- Россана Сессарман — Ребекка де Равінович
- Беатріс Морено — сеньйора Фелісія Оррака, директорка школи
- Ракель Панковські — вчителька Матильде Матеуче
- Алехандро Томмасі — Альберто дель Сальто
- Сесілія Габріела — Роксана де дель Сальто
- Марсіаль Салінас — Герман Аяла
- Беатріс Орнелья — Наталія де Аяла
- Оскар Нарваес — Рікардо Феррер
- Барбара Корсега — Елена де Феррер
- Ісмаель Ларумбе — Роберто Герра
- Еріка Магнус — Ісабель де Герра
- Мануель Гісер — сеньйор Маркос Моралес
- Юля Посо — Хуаніта
- Джанет Руїс — вчителька Сусана
- Пітука де Форонда — Сара Равінович
- Бланка Торрес — Тонія
- Ада Карраско — тітка Матильде
- Кета Карраско — тітка Роса
- Ігнасіо Ретес — сеньйор Ортіс
- Тоні Карвахаль — Еліас
- Лупіта Сандоваль — Доротея

## Нагороди
TVyNovelas Awards (1990)
- Найкраща дитяча роль/акторка (Людвіка Палета).
- Найкраща дитяча роль/актор (Хорхе Гранільйо).

## Інші версії
- 1983—1985 — Сеньйорита вчителька (ісп. Señorita maestra), аргентинська теленовела виробництва компанії Televisión Pública. У головній ролі Крістіна Лемерсьє.
- 1992 — Американські гірки (ісп. Carrusel de las Américas), мексиканська теленовела виробництва Televisa. У головних ролях Габріела Ріверо, Рікардо Блуме та Сабі Камаліч.
- 2002—2003 — Дітям ура! (ісп. Vivan los niños!), мексиканська теленовела виробництва Televisa. У головних ролях Андреа Лагаррета, Едуардо Капетільйо та Хоакін Кордеро.
- 2012 — Карусель (порт. Carrossel), бразильська теленовела виробництва компанії Sistema Brasileiro de Televisão. У головних ролях Розана Мульоланд і Фернандо Беніні.